# Hvidtippet revhaj
Den hvidtippede revhaj (Triaenodon obesus) er en af de hajer, man oftest møder, når man dykker på et tropisk koralrev. 
Den hvidtippede revhaj er slank og meget adræt, hvilket gør det muligt for den at klemme sig ind i koralrevets små sprækker og huler, hvor den jager fisk. Den jager primært om morgenen, mens den om dagen ofte ses hvilende på små hylder på revet.
Den hører til de mindre hajer og er typisk omkring en meter lang.
Den hvidtippede revhaj skal ikke forveksles med den oceangående hvidtippede haj (eng. oceanic whitetip), der er langt større.